# Comuna de Udanin
Udanin (polaco: Gmina Udanin) é uma gminy (comuna) na Polónia, na voivodia de Baixa Silésia e no condado de Średzki (dolnośląski). A sede do condado é a cidade de Udanin.
De acordo com os censos de 2004, a comuna tem 5665 habitantes, com uma densidade 51,2 hab/km².

## Área
Estende-se por uma área de 110,71 km², incluindo:
- área agrícola: 87%
- área florestal: 4%

## Demografia
Dados de 30 de Junho 2004:
|                      | Total   | Total | Mulheres | Mulheres | Homens  | Homens |
| -------------------- | ------- | ----- | -------- | -------- | ------- | ------ |
|                      | pessoas | %     | pessoas  | %        | pessoas | %      |
| População            | 5665    | 100   | 2843     | 50,2     | 2822    | 49,8   |
| Densidade (pop./km²) | 51,2    | 100   | 25,7     | 25,7     | 25,5    | 25,5   |

De acordo com dados de 2002, o rendimento médio per capita ascendia a 1315,3 zł.

## Subdivisões
- Damianowo, Drogomiłowice, Dziwigórz, Gościsław, Jarosław, Jarostów, Karnice, Konary, Lasek, Lusina, Łagiewniki Średzkie, Pichorowice, Piekary, Pielaszkowice, Różana, Sokolniki, Udanin, Ujazd Dolny, Ujazd Górny.

## Comunas vizinhas
- Kostomłoty, Mściwojów, Strzegom, Środa Śląska, Wądroże Wielkie, Żarów